# Prostitución en París
La prostitución en París, tanto en la calle como en instalaciones dedicadas a ese fin, ha tenido una larga historia y permanece presente hasta el día de hoy.

## Historia

### Edad Media
Luis XI de Francia organizó la profesión limitando las calles donde las prostitutas podían operar. En 1446 nuevas reglas reforzaron las medidas que se estaban tomando al prohibir el uso de ciertos atuendos considerados altamente provocativos; plumas, pieles y cinturones dorados.

### Edad Moderna

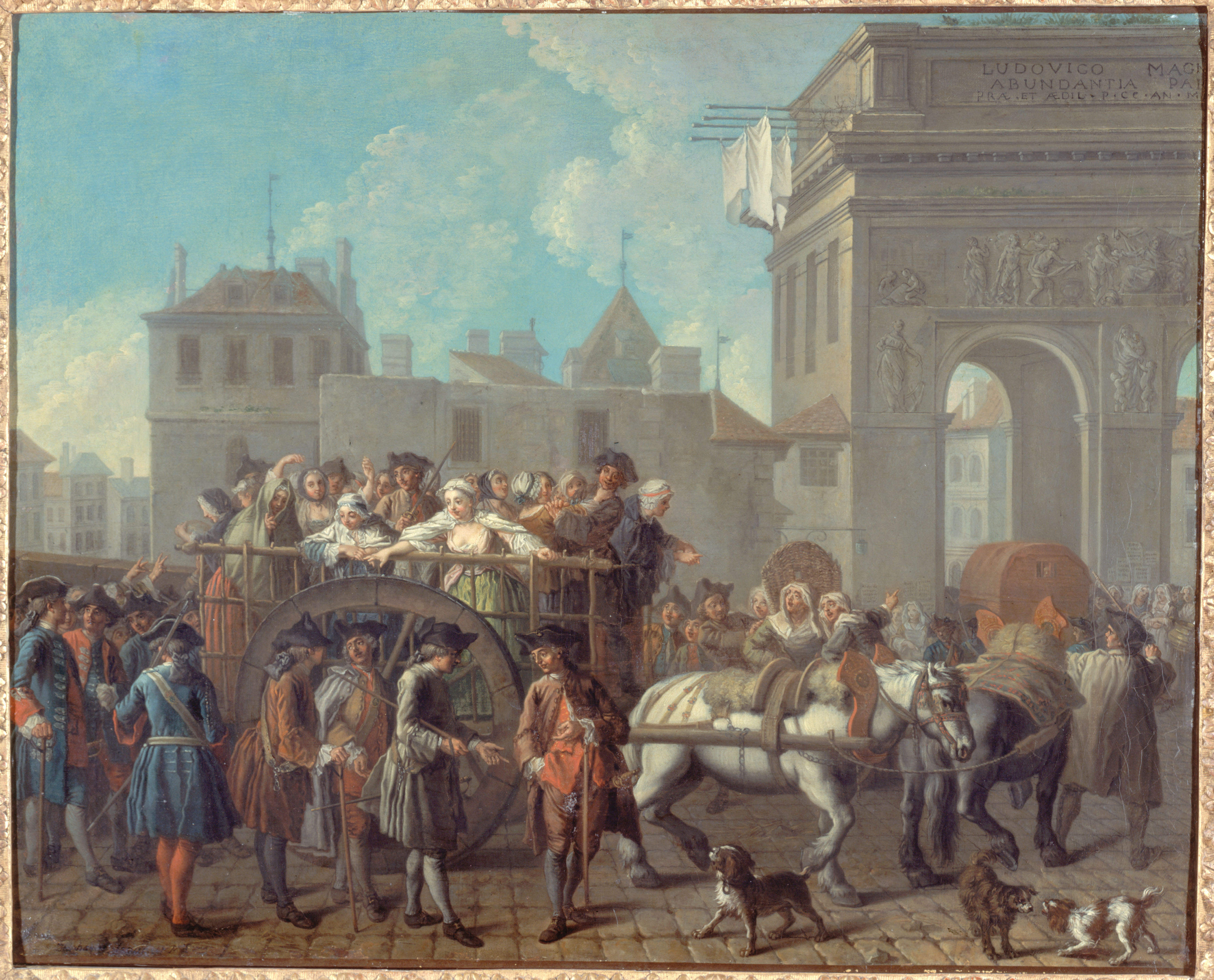
Étienne Jeaurat (1699-1789). "Filles de joie" llevadas a la Salpêtrière 1745. Óleo sobre lienzo, Musée Carnavalet.

Las mujeres culpables de "libertinaje público, prostitución o comportamiento escandaloso" eran encerradas en el Hospital Pitié-Salpêtrière, creado por Luis XIV en 1656.
Antes de la Revolución Francesa,en 1789, se estimaba que había 30.000 prostitutas en París, además de otras 10.000 prostitutas de lujo. Al comienzo de la Revolución, la despenalización estaba a la orden del día, las órdenes reales fueron abandonadas y en 1791 la prostitución dejó de aparecer como parte del derecho penal. Sin embargo, la población estaba preocupada por el aumento del número de prostitutas y la amenaza de la sífilis. El 4 de octubre de 1793, la Comuna de París emitió una orden reglamentaria que prohibía a las prostitutas estar en espacios públicos para "incitar al libertinaje". Aunque condujo al arresto y control sanitario de más de 400 prostitutas en 1794, este decreto no impidió el desarrollo continuo de la prostitución, particularmente en el Palais-Royal, que se convirtió en el primer mercado del sexo en la capital.

### Edad Contemporánea

#### SigloXIX

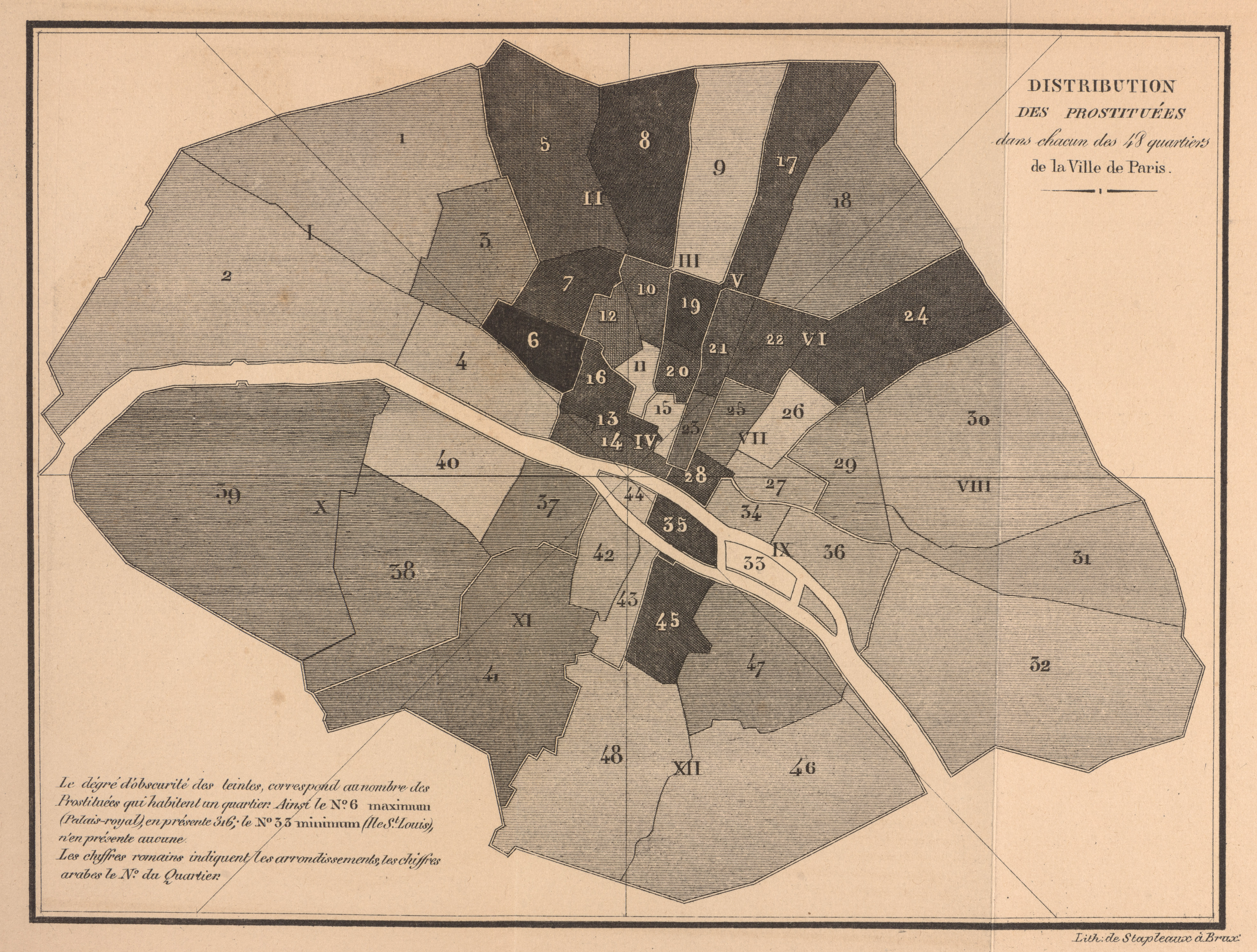
Alexandre Jean-Baptiste, Distribución de Prostitutas en París, 1836 - Biblioteca Universitaria

Bajo la Monarquía de Julio, un higienista médico y especialista en alcantarillado, Alexandre Parent du Châtelet publicó en 1836 el libro De la prostitución en la ciudad de París, considerada en términos de higiene pública, moralidad y administración: un libro respaldado por estadísticas documentos extraídos de los archivos de la Prefectura de Policía. Parent du Châtelet considera que se debe permitir una cierta tolerancia a la prostitución para mantener el orden actual, pero menciona sus peligros y, por tanto, la necesidad de control. Para ello aboga por la creación de las maison-closes, unos hospitales para tratar a mujeres con enfermedades de transmisión sexual, una prisión para castigar a quienes infringen la ley y casas de arrepentimiento. Las prostitutas deben presentarse en la jefatura de policía y someterse a exámenes médicos. Las mujeres infectadas deben ser tratadas en la enfermería de la Prisión Saint-Lazare, que se inauguró en 1836. No podían salir del establecimiento sin curarse. El propósito general de esta política es controlar y ocultar, en la medida de lo posible, la prostitución, que se consideraba "un mal necesario". Alexandre Parent du Châtelet sostiene: "Es importante ocultar la muerte tanto como el sexo, la carne descomponiéndose tanto como la carne objeto de deseo".

#### SigloXX

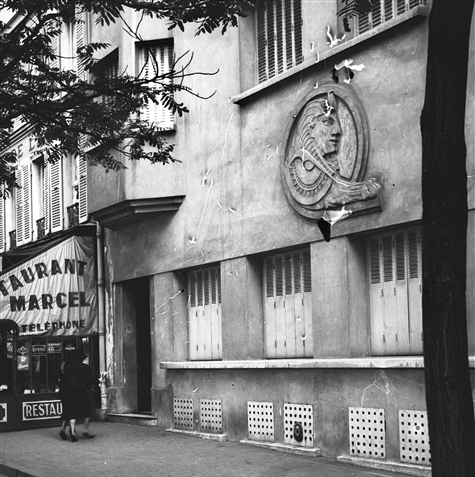
Le Sphinx en 1938

De los hombres nacidos en París entre 1920 y 1925, uno de cada cinco había experimentado su primera relación sexual en una maison-close.
París acogía a muchos burdeles hasta su prohibición en 1946 tras la puesta en marcha de la Loi Marthe Richard. Luego de esto, 195 establecimientos de este tipo cerraron sus puertas en la ciudad.  Entre los más famosos se encuentran el One-Two-Two, Le Chabanais, Le Sphinx y La Fleur blanche.
Una exposición sobre los burdeles históricos de París se llevó a cabo desde noviembre de 2009 hasta enero de 2010 en una galería de arte al otro lado de la calle del antiguo Le Chabanais.

#### SigloXXI
Desde 2016, la compra de sexo es ilegal en Francia y, por tanto, también en París. Antes de eso, cuando la prostitución en sí era legal, ciertas actividades relacionadas con la prostitución estaban prohibidas, como los burdeles (desde 1946), el proxenetismo y la prostitución de menores.
En 2004, según la OCRTEH (Oficina Central para la Represión de Tráfico en Seres Humanos), había entre 7.000 y 7.500 personas que ejercían la prostitución (de ambos sexos) en la ciudad. Marie-Elizabeth Handman y Janine Mossuz-Lavau argumenta que esta aproximación no tiene en cuenta modos de prostitución cuyos participantes no hayan  tenido ninguna relación con la policía, como escorts que encuentran clientes en el internet o mujeres asalariadas que están limitadas a unos cuantos trabajos al mes. En 2010, la Brain Magazine publicó un mapa de prostitución femenina en París por área de origen: las transexuales sudamericanas en el Bois de Boulogne; las prostitutas africanas en Barbès-Rochechouart, así como en las furgonetas conocidas como "BMC" (Bordel militaire de campagne) en el Bois de Vincennes, francesas en la zona de la Estación Strasbourg–Saint-Denis; chinas, mongolas y rumanas cerca de la Puerta de Saint Martin; y finalmente, a lo largo de los Bulevares de los Mariscales, las rumanas, magrebíes y prostitutas africanas.
Desde la ley aprobada en abril de 2016 para sancionar a los clientes de la prostitución, se registró la condena de más de 400 clientes en París entre 2016 y 2017. La mayoría de estos infractores fueron atrapados en los Bulevares de los Mariscales, Bois de Boulogne, Bois de Vincennes o en los llamados salones de masajes repartidos por la capital.  Jean-Paul Mégret, jefe de la Brigade de répression du proxénétisme (BRP) de la Direction Régionale de Police Judiciaire de Paris, considera que esta ley lo que ha hecho es "sacar a las niñas de las calles y entrar en hoteles y apartamentos, todo está sucediendo vía ciberprostitución ".

## Tipos de prostitución

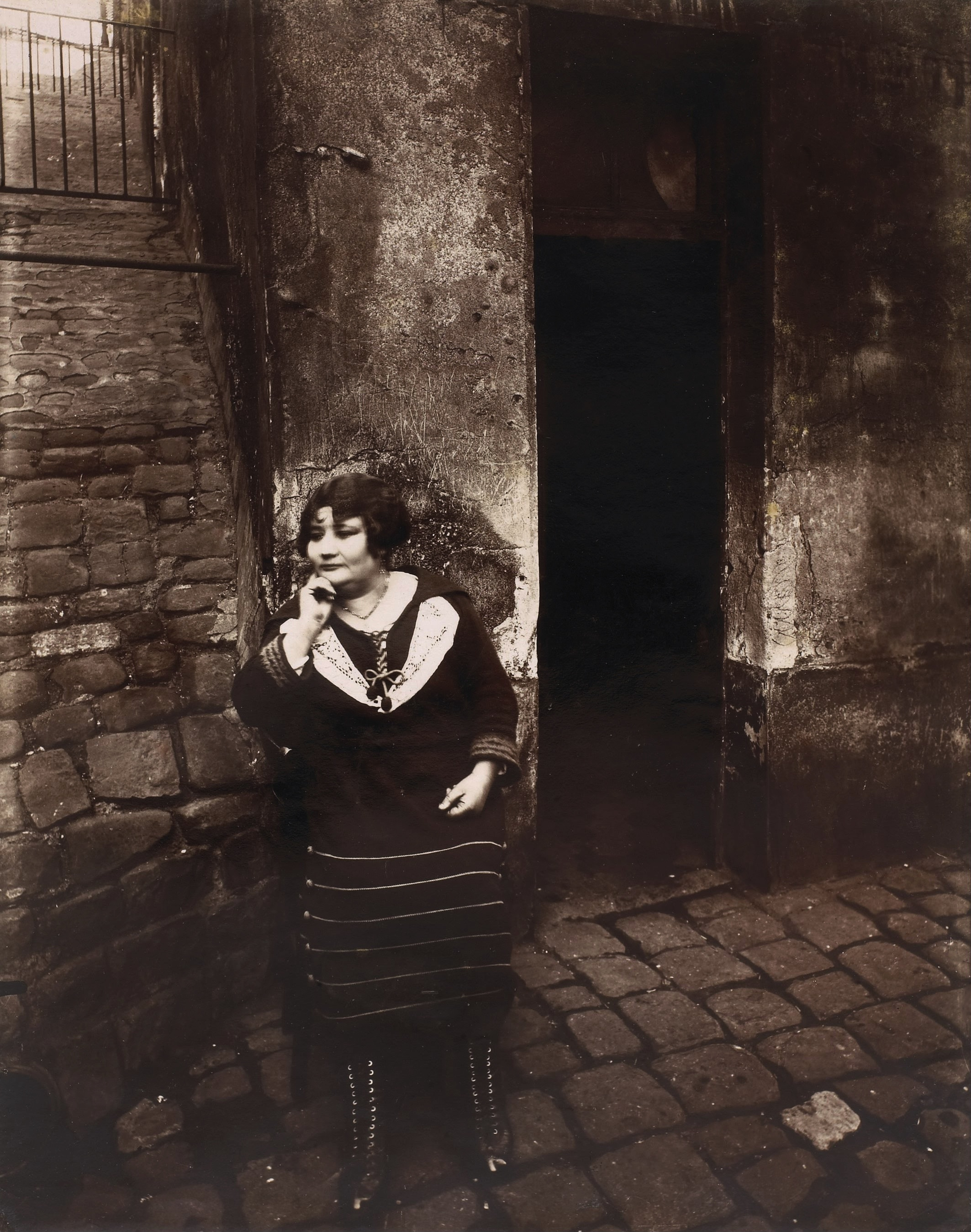
Eugène Atget: Rue Asselin, prostituta esperando frente a su puerta en 1921

### Espacios públicos
Hasta finales de los 80, la prostitución en la Rue Saint-Denis se extendía desde Les Halles hasta la Puerta de Saint Denis. Una vez cerrados los hoteles y estudios, la mayoría de las prostitutas se fueron y aumentó la edad promedio de las que se quedaron. En el pasado, la calle llegó a albergar hasta 2.000 mujeres.
La mayoría de las prostitutas en el Bois de Boulogne son inmigrantes y se agrupan en el bosque por nacionalidad. La prostitución en este lugar es diferente, se lleva a cabo principalmente en furgonetas. Las prostitutas se protegen entre sí y mejoran su seguridad al juntar los vehículos en los mismos lugares.
La prostitución china en París comenzó a finales de los 90. Las prostitutas chinas trabajan principalmente en las calles de algunos barrios. También se ofrecen servicios vía internet y masajes eróticos. En 2016, la organización Médicos del Mundo estimó que  había unas 1.450 prostitutas chinas en París.[cita requerida]

### Internet
A raíz de la ley de solicitación de 2003, la prostitución vía Internet sufrió un fuerte impulso.

## En el arte

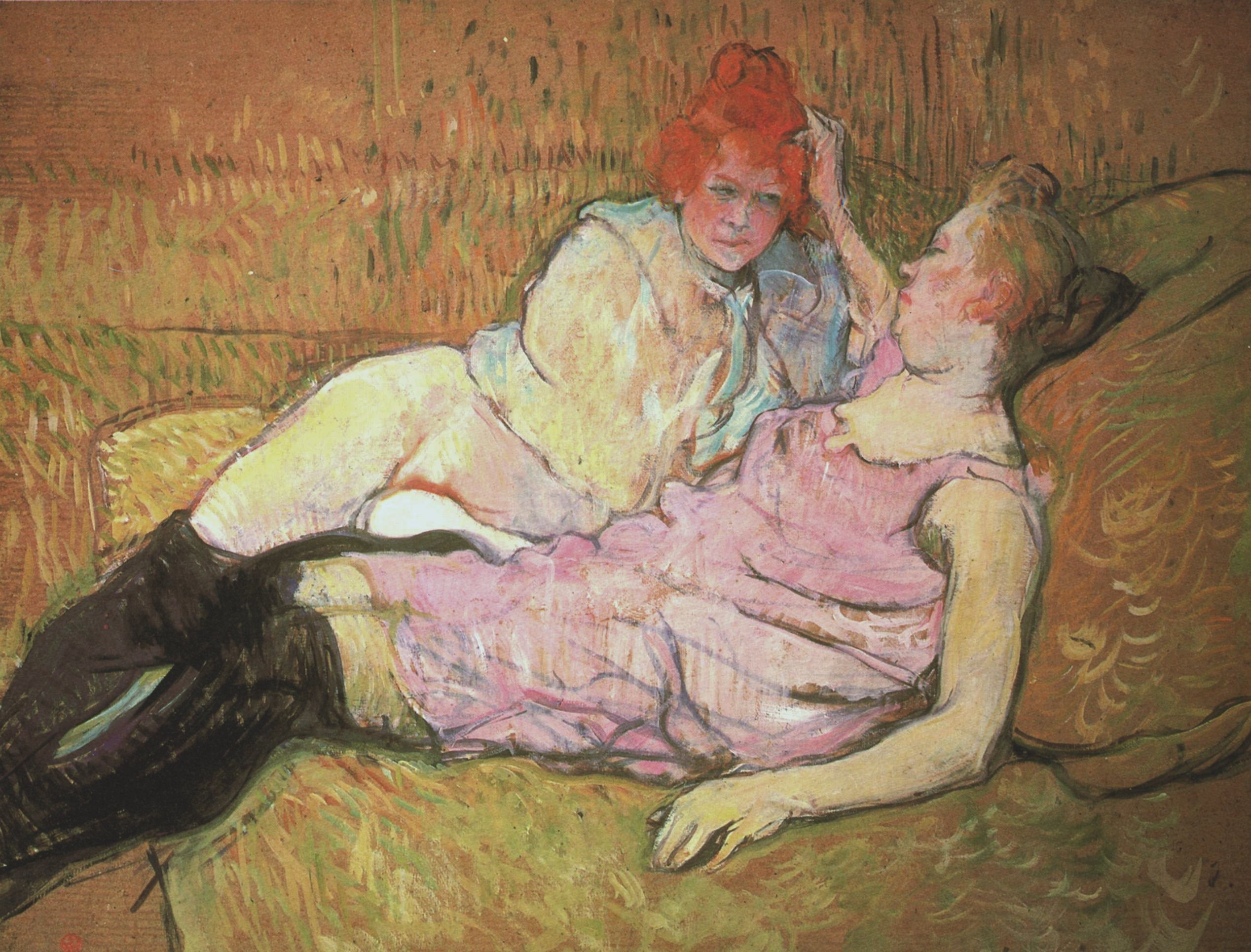
El Sofá Henri de Toulouse-Lautrec, 1895

Se cita al poeta francés del siglo XIX Charles Baudelaire diciendo "¿Qué es el arte? - Prostitución". En 2015, el Musée d'Orsay presentó la exposición Splendeurs et miseries. Imágenes de la prostitución, 1850-1910.: una colección de obras de pintura, escultura y fotografía.

### Pintura
Nicolas Sarkozy afirmó que la trabajadora sexual tradicional formaba parte del patrimonio cultural nacional de Francia. Pinturas y dibujos de burdeles, y la prostitución aparece con frecuencia en el arte a lo largo de los siglos. Algunas de las más conocidas son escenas en burdeles producidas por Henri de Toulouse-Lautrec, Edgar Degas y Pablo Picasso, entre otros. Las obras impresionistas que representan a la prostituta se convirtieron a menudo en objeto de escándalo y de críticas. Algunas obras las mostraban con considerable simpatía.

### Literatura

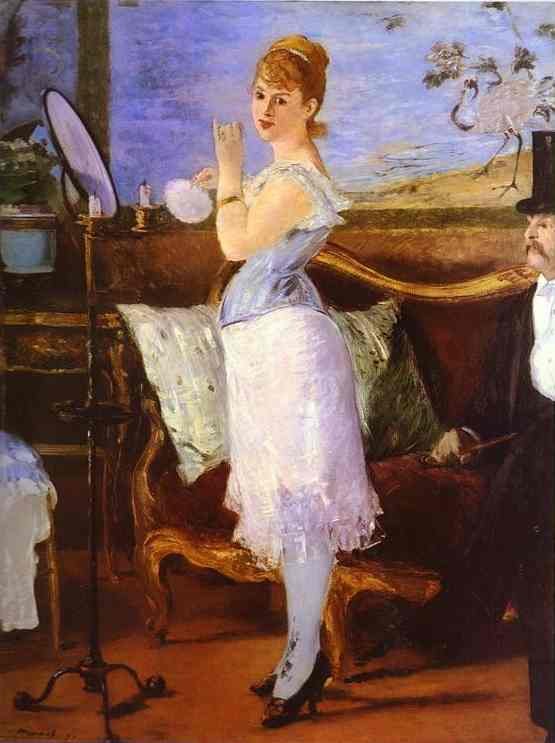
Nana, Édouard Manet,1877

En la novela Nana, de Émile Zola se aborda el tema de la prostitución femenina a través de una cocotte, cuyos encantos hechizaron a los más altos dignatarios del Segundo Imperio francés. Se inspiró en Blanche d'Antigny y su primer amor, Berthe. El novelista también incluyó elementos de Valtesse de La Bigne y Delphine de Lizy.
En la novela Quiet Days in Clichy, el escritor Henry Miller relata su vida bohemia en París durante la década de 1930. Atesora "la impresión de un pequeño paraíso en la tierra", detallando sus aventuras sexuales con prostitutas.
Entre los escritores que describen la vida de las prostitutas en Francia se encuentran Honoré de Balzac y Victor Hugo.

### Cine
A principios de la década de 1930, la película Faubourg Montmartre narra la dramática historia de dos hermanas. Mientras una pierde su trabajo, la otra se hunde en la prostitución y las drogas.
El Museo del Erotismo de París dedica un piso entero a las maisons-close. Exhibe Polissons et galipettes, una colección de cortometrajes eróticos mudos que se utilizaron para entretener a los visitantes de los burdeles, y copias de Le Guide Rose, una guía de burdeles contemporánea que también incluía publicidad de la época. El canal de televisión británico BBC Four emitió un documental que describe las maisons-close.[cita requerida]

### Fotografía
El fotógrafo documental Eugène Atget fotografió escenas de calle y arquitectura en la ciudad entre 1897 y 1927. Muchas de estas escenas de calle incluyeron prostitutas.
Brassaï publicó fotografías de burdeles en su libro Voluptés de Paris de 1935.
En 1971, fotógrafo Jane Evelyn Atwood se mudó a París y empezó a fotografiar el mundo de prostitución en París en 1976, especialmente en el Rue des Lombards y Quartier Pigalle.